# Le Mesnil-Rouxelin

Le Mesnil-Rouxelin este o comună în departamentul Manche, Franța. În 1 ianuarie 2022 avea o populație de 470 de locuitori.